# Sanguinaria
- Commons
- Wikispecies

Sanguinaria é um gênero botânico da família Papaveraceae.

## Espécies
Sanguinaria canadensis  L.
A Sanguinaria canadensis é uma planta com flores perene, herbácea natural da América do Norte: Estados Unidos e  Canadá.
A Sanguinaria" também é conhecida por "sanguinea", "raiz vermelha de pucoon" e às vezes como "pauson". 
- Lista completa das espécies

## Classificação do gênero
| Sistema | Classificação                      | Referência               |
| ------- | ---------------------------------- | ------------------------ |
| Linné   | Classe Polyandria, ordem Monogynia | Species plantarum (1753) |